# Театральний режисер
Театральний режисер — творчий працівник театру, який здійснює постановку драматичного або музично-драматичного (опери, оперети, мюзиклу) твору. Театральний режисер найчастіше керує театром, тобто очолює не тільки творчий процес, а й господарську діяльність підприємства.

## Історія
В тій чи іншій формі режисура, як постановочне мистецтво, існувала і в античні часи. У давньогрецькому театрі в ролі дидаскала (від грец. Διδάσκαλος, didaskalos — «вчитель»), організатора театральної постановки, нерідко виступав драматург, що було обумовлено, не в останню чергу, традицією об'єднання в одній особі автора і виконавця.
В епоху Відродження драматург нерідко був одночасно і актором, і керівником трупи (або навпаки — актор, що очолював трупу ставав драматургом), як, наприклад, Анджело Беолько в Італії, Лопе де Руеда в Іспанії або Ганс Сакс в Німеччині. Аристократизація театру, що почалася в II половині XVI століття, а в Італії — вже в кінці XV століття, посилила в ньому видовищні риси; складне декораційне оформлення та застосування театральних механізмів, які зробили можливими польоти, перетворення і інші театральні ефекти, висунули на перший план мистецтво декоратора-машиніста і архітектора, — вони, відповідно, і ставали керівниками постановки. У Мілані, при дворі Лодовіко Моро, в кінці XV століття організатором сценічних вистав був Леонардо да Вінчі, не тільки як художник, але і першокласний механік, який створив для придворного театру витончені механічні конструкції. І в наступні століття роль оформлювачів незмінно зростала там, де театр перетворювався в пишне видовище.
У театрі епохи класицизму (XVII—XVIII століття), з його умовними декораціями, єдиною естетикою і регламентованими прийомами акторської гри, роль керівника постановки повернулася до драматурга, який, як, наприклад, Мольєр, міг бути одночасно і керівником трупи, і актором. Сам ставив свої трагедії і Расін в паризькому театрі Бургундського готелю.
У другій половині XVIII століття керівником трупи все частіше ставав провідний актор, що не поєднував свою діяльність з літературною творчістю. Керівник Гамбурзького театру Фрідріх Шредер перший ввів в практику попередні читки п'єс та регулярні репетиції. Реформатором театру в кінці XVIII століття став великий французький актор Франсуа-Жозеф Тальма, який очолював «Театр Революції» в Парижі.